# Hydrotaea nitidiventris
Hydrotaea nitidiventris este o specie de muște din genul Hydrotaea, familia Muscidae, descrisă de Malloch în anul 1926. Conform Catalogue of Life specia Hydrotaea nitidiventris nu are subspecii cunoscute.